# Política Nacional de Informação e Informática em Saúde
A Política Nacional de Informação e Informática em Saúde (PNIIS) define os princípios e diretrizes que devem orientar as ações de tecnologia da informação e comunicação (TIC) em todo o sistema de saúde brasileiro. A sua primeira versão foi finalizada em 2004, mas acabou não sendo regulamentada, tornando-se oficial apenas alguns anos depois com a publicação da Portaria nº 589, de 20 de maio de 2015, do Ministério da Saúde. Recentemente, foi aprovada uma nova versão da PNIIS publicada na Portaria GM/MS nº 1.768, de 30 de julho de 2021.
A PNIIS é destinada tanto para a saúde pública como para o setor complementar, de modo a garantir a integração dos sistemas de informação em saúde, bem como a digitalização dos processos de trabalho, o que amplia as possibilidades de uso da informação. Além da melhoria da qualidade dos registros, a PNIIS também atribui aos gestores a responsabilidade institucional por garantir financiamento e estrutura.